# 淺海長尾鯊
淺海長尾鯊（學名：Alopias pelagicus），又名淺海狐鮫，是軟骨魚綱鼠鯊目狐鮫科的一種。

## 特徵
本魚體延長，眼大，圓形，無瞬膜。體背側灰褐或黑褐色，腹側淺褐色，腹面白色；背鰭、尾鰭下葉、腹鰭及胸鰭具黑褐色邊緣。尾部特別延長，可達頭及軀幹部總長之1.5倍以上。體長可達3公尺。

## 生態
為大洋性大型鯊魚，肉食性，主要以非魚、飛魚及遠洋魷魚為食物。牠們會用那極長的尾鰭頂部來擊暈獵物。卵胎生的，胚胎是以卵黃來滋養，後期未出生的鯊魚會吃其他的卵子。出生時幼鯊長約5.2至6.2尺。妊娠期不明。雄性於7至8歲時達至性成熟，而雌性則要8至9歲。淺海長尾鯊的壽命約16年。

## 保育
現時淺海長尾鯊被漁民捕獵，並被列為濒危狀況，但不是受保護的物種。

## 經濟利用
食用魚，肉質佳，適合各種烹調，魚鰭可做成魚翅，魚皮可製成皮革，魚肝則可製成魚肝油，經濟價值高。